# 알마 (무용가)

장레옹 제롬의 그림 《이집트의 알메》 (1873년 제작)

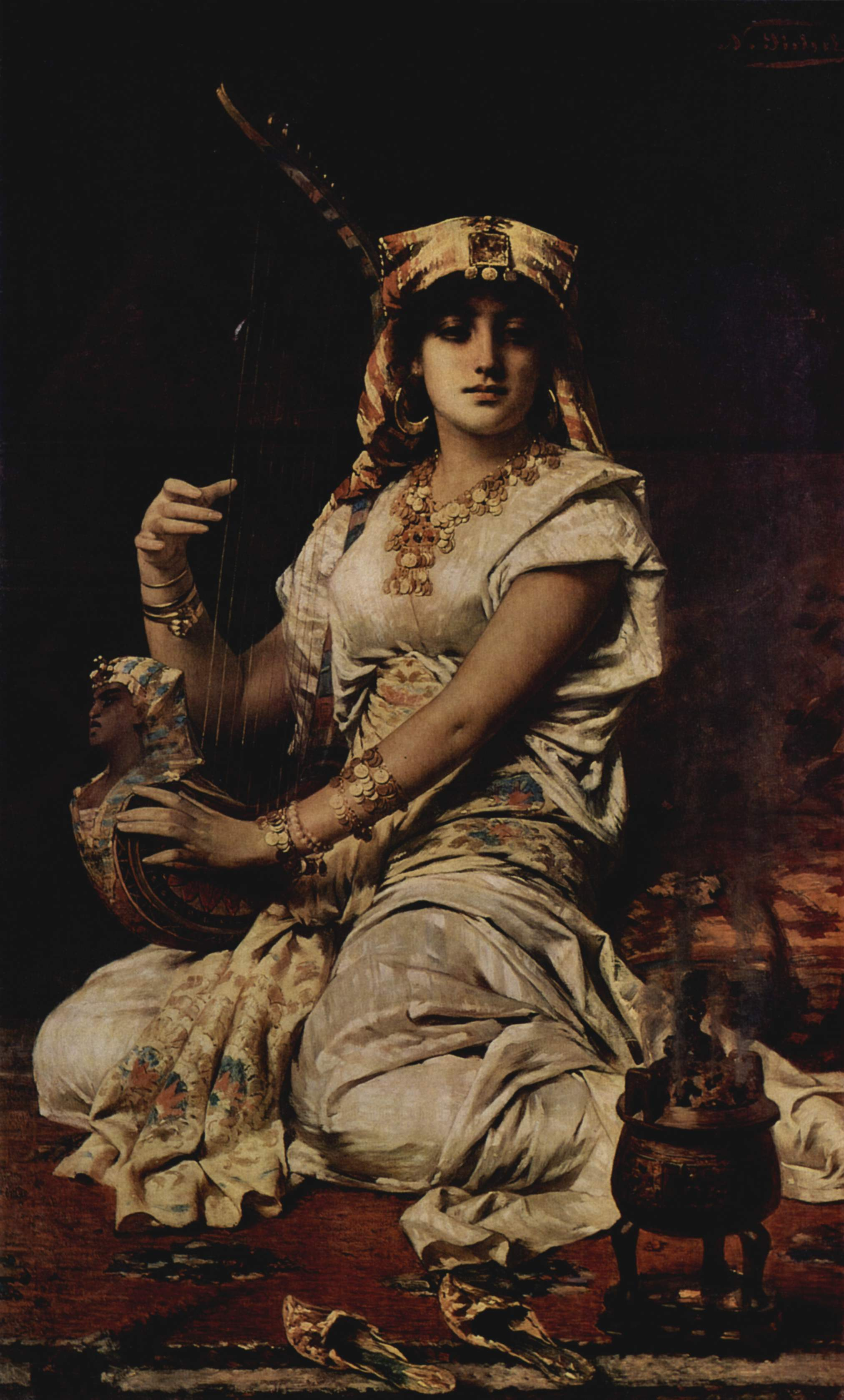
나타니엘 지헬의 그림 《알메》 (1875년 ~ 1905년 제작)

알마 또는 알메(이집트 아랍어: عالمة, ʕálma, 영어: Almah, Almeh, 프랑스어: Almée, 복수형: 아왈림(이집트 아랍어: عوالم, ʕawālim, 영어: Awalim))는 이집트에서 예술가로 활동했던 매춘 여성을 가리키는 용어이다. 아랍어로 "배우다, 알다"라는 뜻을 가진 '알리마'(아랍어: علم)에서 파생된 알마는 사회적 지위가 높은 교육을 받은 소녀들이었는데 춤, 노래, 시, 축제와 오락에 참석했고 장례식에서는 조문객으로 고용되었다.
알마는 하렘에 거주하는 여자들을 즐겁게 하는 활동에 중점을 두었고 영주의 여자들을 위한 예절, 자신을 꾸미고 화장품을 만드는 기술을 가르쳤다. 또한 춤, 음악, 노래를 소개하고 직조, 자수를 가르쳤다. 몇몇 알마는 치료사, 조산사로 일했는데 엄청난 효과를 가진 연고, 습포제, 물약을 준비하는 방법을 알고 있던 마술사로도 활동했다.
에드워드 윌리엄 레인의 저서인 《현대 이집트인의 예절과 의상》(Manner and Costumes of modern Egyptians)에 따르면 알메는 무용가가 아닌 가수로 처음 소개되었다고 한다. 레인의 기록에 따르면 알마는 절대로 자신의 신분을 드러내지 않고 결혼식이나 그 외의 기념 행사에서 칸막이나 다른 방에서 노래를 불렀다고 한다. 결과적으로 알마는 상이집트 지방에서 추방 대상이 아니었다.
알마는 19세기에 이집트에서 성적이고 관능적인 춤을 추던 여자 무용가들인 가와지(Ghawazi)와 같은 의미로 사용되었고 때로는 돈을 받는 대가로 성적인 행위에 기여하기도 했다. 이 때문에 이집트의 전통적인 에로틱 댄서들은 1834년에 오스만 제국의 이집트 총독이었던 무함마드 알리의 명령에 따라 모든 공연을 금지당했다. 이에 따라 현대 이집트의 모든 여자 무용가들이 알마로 활동했는데 이는 이집트에서 공식적인 직업으로 분류되었다. 프랑스어로 '알메'(프랑스어: Almée)라고 번역된 이 용어는 오리엔탈리즘이 성행하던 19세기 유럽에서 "벨리댄서"와 같은 의미로 사용되기도 했다.